# グルタミン酸-1-セミアルデヒド
グルタミン酸-1-セミアルデヒド (glutamate-1-semialdehyde) は、グルタミン由来の分子で、オルニチンおよびプロリンの前駆体である。ヒスチジンの代謝中間体の一つで、ホルムイミノグルタミン酸の直接前駆体である。